# 迪亚布·阿瓦纳
迪亚布·阿瓦纳（Theyab Awana，1990年4月8日—2011年9月25日），是一名已故阿联酋职业足球运动员，司职边锋，曾效力于阿联酋球会巴尼亚斯SC。

## 俱乐部生涯
阿瓦纳在2009年进入阿联酋球会巴尼亚斯SC一线队，10月17日和阿尔纳赛尔的联赛中上演职业生涯首秀，并在比赛中打进职业生涯的首个进球。他在球队效力2个赛季，联赛出场36次，打进4求，并随队获得2010/11赛季阿联酋足球甲级联赛亚军，这也是俱乐部历史的最佳成绩。

## 国家队生涯
阿瓦纳曾入选过阿联酋各级青年队，2009年曾代表阿联酋U20国家队参加世界青年足球锦标赛。他在首场小组赛对阵南非U20的最后一刻进球，帮助阿联酋队2比2逼平对手。2010年11月，阿瓦纳入选阿联酋U-23国家队参加2010年亚洲运动会名单，身披10号球衣，帮助阿联酋队最终获得银牌。
2009年11月12日，阿瓦纳首次代表阿联酋国家队出场，对手是英超球队曼城。12月16日，他第一次代表国家队参加国际A级比赛，对手是科威特。阿瓦纳总共代表阿联酋成年国家队出场9次，打进2球。2011年7月和黎巴嫩的友谊赛中，他曾经利用点球破门，但他的进球方式却引起争议（在主罚点球时，他突然转身180度，然后用脚后跟将球射进）。

## 逝世
2011年9月25日，阿瓦纳在阿联酋首都阿布扎比的一次车祸事故中逝世。据报道称，阿瓦纳是在结束国家队的第一次训练课后从艾因返回阿布扎比的家中时遭遇车祸。阿瓦纳在车祸发生时正在使用电话，并当场死亡。

## 荣誉

### 国家队
- 阿联酋U-17
  - U-17海湾杯: 2006

- 阿联酋U-20
  - 亚足联U19青年锦标赛: 2008

- 阿联酋U-23
  - U-23海湾杯: 2010